# Досенбах, Герман
Герман Досенбах (нем. Hermann Dossenbach; 1868, Ниагара-Фоллс, штат Нью-Йорк, США — 28 января 1946, Рочестер, штат Нью-Йорк) — американский скрипач и дирижёр, сын немецких эмигрантов.
В 1900 году основал в Рочестере оркестр Досенбаха, в 1912 году переименованный в Рочестерский оркестр. В том же году совместно с пианистом Альфом Клингенбергом основал частную музыкальную школу, с 1914 года называвшуюся школой DKG, по инициалам Досенбаха, Клингенберга и присоединившегося к ним органиста и хормейстера Оскара Гариссена, а затем Институтом музыкального искусства (англ. Institute of Musical Art). В 1918 году институт был продан изобретателю, бизнесмену и меценату Джорджу Истмену, основавшему на его базе Истменовскую школу музыки. В 1919 году Рочестерский оркестр был распущен, чтобы освободить возможность создания нового оркестра, теснее связанного с Истменовской школой. В 1924 году Герман Досенбах стал, после смерти своего брата Теодора, руководителем Рочестерского паркового оркестра, которым управлял до 1945 года.